# Archivio Mitrochin

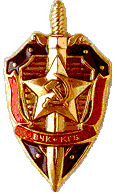
Il simbolo del KGB appare sulle copertine dei libri pubblicati da Vasilij Mitrochin e Christopher Andrew

Col nome di archivio Mitrochin ci si riferisce ai materiali che l'ex funzionario del servizio segreto sovietico, il KGB, Vasilij Nikitič Mitrochin (Василий Никитич Митрохин) raccolse durante la sua attività e poi divulgò in tre volumi, pubblicati rispettivamente, nel 1999, nel 2000 e (postumo) nel 2005.
L'archivio fu, in origine, chiamato Dossier Impedian da uno dei nomi in codice di Mitrochin.

## L'Archivio Mitrochin in Gran Bretagna
Dopo un fallito tentativo di aggancio ai servizi segreti degli Stati Uniti (presso l'ambasciata Statunitense in Lettonia), fallito poiché gli agenti della CIA non lo ritennero credibile e considerarono i documenti come possibili falsi), Vasilij Mitrochin si presentò il 24 marzo 1992 all'ambasciata britannica nella capitale di uno stato baltico. Ottenne un secondo appuntamento il 9 aprile e portò all'ambasciata oltre duemila cartelle, parte del suo archivio. I diplomatici britannici capirono subito di avere di fronte del materiale scottante: profili di centinaia di agenti del KGB, arricchiti con dettagli e particolari tali da consentire l'identificazione di diverse spie sovietiche di stanza in Occidente.
Dopo che fu informato il capo dei Servizi segreti (SIS), Colin McColl, il quale a sua volta riferì al Primo ministro John Major, una prima parte dell'archivio Mitrochin venne portata in Gran Bretagna. Le autorità britanniche compresero di avere a che fare con una fonte di importanza straordinaria e decisero di proporre all'ex archivista di trasferirsi in Inghilterra in una località segreta. A settembre Mitrochin accettò la proposta e a ottobre il Ministro degli Esteri Douglas Hurd autorizzò l'ingresso di Mitrochin e della sua famiglia.
Intanto, a partire dal maggio 1992 il materiale consegnato al SIS cominciava ad essere tradotto, valutato e trasmesso ai servizi di sicurezza e collegamento. Questa operazione durò alcuni mesi. Successivamente le schede vennero inserite al computer. Alla fine del 1992 il ministro britannico degli Esteri, Jack Straw, poté inviare ai paesi alleati, tra cui l'Italia, le prime informazioni provenienti dall'archivio Mitrochin. Nel frattempo il servizio segreto inglese avviava delle proprie indagini per trovare i necessari riscontri oggettivi. Le ricerche si protrassero per tre anni e nel luglio 1995 vennero consegnate al governo le prime relazioni sommarie.
Il passo successivo fu rendere di pubblico dominio le informazioni raccolte da Mitrochin. Per questo l'ex funzionario russo venne affiancato da uno storico di professione, il professor Cristopher Andrew, che aveva già lavorato con un dissidente dei servizi segreti sovietici, Oleg Gordievskij. La nomina di Andrew a curatore delle pubblicazioni dell'archivio giunse il 16 marzo del 1996. Il lavoro era estremamente lungo e si prevedeva di pubblicare diversi volumi. I due decisero allora di anticiparne il contenuto in una serie di articoli per il maggior quotidiano britannico, The Times.
L'11 settembre 1999 uscì il primo di essi. Scoppiò subito uno scandalo allorché nell'articolo veniva rivelata l'identità di due spie fino allora ignote al controspionaggio di Sua Maestà: Melita Norwood (nome in codice Hola) e John Seymonds (nome in codice Scot). Il governo, messo in evidente imbarazzo, decise di avviare senza indugi un'inchiesta pubblica sulla credibilità di Mitrochin. Al termine dell'indagine, la Commissione parlamentare concluse che Vasilij Mitrochin “è la più informata fonte sovietica che l'Occidente abbia mai trovato”. La Commissione descrisse Mitrochin come un uomo di notevole impegno e coraggio, che aveva rischiato la prigione o la morte nella sua determinazione di rivelare la verità sulla vera natura del KGB. Nel luglio 2000, il governo britannico consegnò ufficialmente a 36 nazioni un totale di 3500 rapporti di controspionaggio basati sulle informazioni fornite dall'ex archivista russo.

## Operazioni del KGB nel mondo

### America Latina
Negli anni successivi alla seconda guerra mondiale, l'Unione Sovietica ottenne l'egemonia su una metà dell'Europa; successivamente si dedicò ai continenti extra-europei. In America Latina, però, Stalin non preparò nessun piano operativo, giudicando la situazione non ancora favorevole per sfidare gli Stati Uniti nel loro “cortile di casa”. Negli anni successivi alla morte di Stalin (1953) l'URSS mantenne le missioni diplomatiche e le residenze “legali” del KGB soltanto in tre capitali latino-americane: Città del Messico, Buenos Aires e Montevideo (Uruguay). L'attenzione verso il continente aumentò considerevolmente quando emersero due nuovi leader rivoluzionari: Fidel Castro (che conquistò il potere a Cuba nel 1959) e l'argentino Ernesto «Che» Guevara.
La loro fama si era estesa ben al di là dei confini dell'America Latina, raggiungendo anche l'Europa occidentale e gli stessi Stati Uniti. Con Castro e altri carismatici rivoluzionari latino-americani, che si opponevano all'egemonia americana, il prestigio dell'Unione Sovietica nel continente crebbe notevolmente. Il KGB fu in prima linea nelle relazioni tra Cuba e URSS: l'ambasciatore sovietico fu un uomo dei servizi. Anche i primi contatti con Salvador Allende, prima che fosse eletto presidente del Cile, e con Juan Perón, prima che facesse ritorno in Argentina nel 1973 furono gestiti da uomini del KGB. I contatti con i sandinisti durarono circa vent'anni, fino alla loro presa del potere nel 1979.
I servizi segreti sovietici riuscirono anche a sfruttare un'atavica sensazione di risentimento verso l'imperialismo statunitense, molto presente in America latina. I sandinisti presero il potere in Nicaragua un anno prima dell'inizio dell'amministrazione guidata da Ronald Reagan. Per gli Stati Uniti fu uno smacco paragonabile solamente alla vittoria di Castro a Cuba di vent'anni prima. Il Servizio A esercitò una massiccia opera di disinformazione, volta a presentare l'URSS e i suoi alleati nell'America Latina come i Paesi dell'eguaglianza sociale e della pienezza dei diritti.
L'operazione ebbe successo, come confermò un sondaggio condotto alla metà degli anni ottanta presso i docenti universitari messicani, i quali misero gli USA in testa alla lista dei Paesi in cui non desideravano risiedere. Al secondo posto finì il Cile di Augusto Pinochet. Un esempio dell'efficacia della propaganda sovietica nel continente fu la storia, totalmente inventata, dei "bambini rubati", secondo cui ricchi statunitensi facevano rapire bambini poveri dal Sudamerica, poi ne prelevavano gli organi al fine di usarli per trapianti. La storia fu massicciamente pubblicizzata sulla stampa di oltre 50 paesi.

### Africa
Per lungo tempo gli interessi strategici dell'URSS si fermarono al Mediterraneo. L'unico Paese africano che destò l'interesse di Mosca fu il Sudafrica, il cui partito comunista era stato ammesso nel Comintern fin dal 1922. Dopo Stalin, l'interesse per il continente nero aumentò. A Mosca piacquero molto le denunce dell'imperialismo occidentale proferite dai leader dei Paesi di nuova indipendenza. Si era all'inizio del movimento di decolonizzazione: la prima colonia nera africana a ottenere l'indipendenza fu il Ghana, nel 1957. Nel 1960 il servizio estero del KGB (quello in cui lavorava Mitrochin) costituì un dipartimento specializzato nell'Africa sub-sahariana. In poco tempo, grazie al KGB, l'URSS si costruì l'immagine di forza per la liberazione.
Anche Nelson Mandela iniziò a percepire i comunisti in maniera positiva e giunse ad affermare che «ci sono molti africani che oggi tendono a mettere in relazione il comunismo con la libertà» (1964). I primi investimenti in denaro del KGB andarono alla Guinea e al Mali, due ex colonie francesi. Ma il fallimento, in pochi anni, dell'economia centralizzata in entrambi i paesi fu fonte di delusione. Negli anni seguenti Mosca credette sempre meno alle parole dei leader marxisti, sempre pronti a seguire l'esempio sovietico, ma solo nella speranza di assicurarsi degli aiuti economici.
La fine del colonialismo portoghese e la caduta di Hailé Selassié in Etiopia inaugurarono una nuova fase delle operazioni dei servizi segreti sovietici in Africa. Nel 1974 i comunisti salirono al potere nelle ex colonie portoghesi dell'Angola e del Mozambico. Nello stesso anno anche l'Etiopia fu conquistata dai marxisti. Mosca investì nei tre Paesi risorse ancora maggiori di quelle spese negli anni sessanta per Ghana, Guinea e Mali. Ma i nuovi regimi si rivelarono incapaci di gestire l'economia e furono responsabili di massacri dei propri oppositori, senza che il KGB riuscisse a controllare la diffusione delle notizie in Occidente.
L'unico Paese africano che rappresentò un successo nella storia del KGB fu il Sudafrica. Il Congresso nazionale africano (ANC) ricevette per anni il sostegno di Mosca. La fine della Guerra fredda non modificò le buone relazioni esistenti tra i comunisti russi e quelli sudafricani. Molti militanti dell'ANC nel Sudafrica post-apartheid erano anche membri del Partito Comunista Sudafricano (SACP), tra cui il successore di Mandela, Thabo Mbeki. Ma Mbeki si guardò bene dall'introdurre principi di economia pianificata nel suo Paese. Fece entrare nel governo uomini della sinistra e affidò loro la responsabilità di privatizzare le industrie statali.

### Asia
Il continente extraeuropeo in cui il comunismo si diffuse maggiormente fu l'Asia, oggetto di interesse sin dagli anni Trenta. I partiti comunisti andarono al potere in Cina, Corea del Nord, tutta l'ex Indocina francese e l'Afghanistan. Eppure, soprattutto i primi due, chiudendosi ermeticamente verso l'estero, crearono non poche difficoltà operative ai servizi segreti sovietici. Il KGB ebbe una parte di responsabilità nella decisione di Stalin di dare il via libera a Kim Il Sung per attaccare la Corea del Sud. All'origine della Guerra di Corea (1950) furono infatti informazioni provenienti dagli Stati Uniti mal interpretate.
L'URSS non riuscì ad instaurare una fattiva collaborazione con la Cina di Mao neanche nei primi anni del dopoguerra, finché il leader di Pechino fu allineato con Mosca: Krusciov non stimava il “Grande Timoniere” e, in privato, non faceva mistero di disprezzare il popolo cinese. Mosca prese male anche la decisione del partito comunista giapponese di allearsi con i comunisti cinesi. A livello di intelligence, ciò significò la fine di una collaborazione con un'importante risorsa e trasformò il Giappone in un obiettivo ostile.
Il Paese con cui l'URSS riuscì ad instaurare le migliori relazioni bilaterali fu il Vietnam del Nord. Mosca fornì ad Hanoi gran parte delle armi durante il conflitto contro il sud e non mancò di lodare l'«eroica resistenza» dei compagni vietnamiti contro l'imperialismo americano. La guerra del Vietnam unì tutte le forze di sinistra del Terzo mondo contro gli Stati Uniti. Ma non fu diretta da Mosca, come credettero i presidenti Kennedy e Johnson. In realtà, Ho Chi Minh non volle mai prendere ordini dall'URSS. I servizi segreti vietnamiti, nonostante il rapporto di collaborazione con gli omologhi russi, tennero il KGB ad una certa distanza. Il KGB, infatti, lamentò di non poter condurre gli interrogatori dei prigionieri americani secondo le proprie modalità. Agli agenti di Mosca fu permesso con riluttanza di osservare le armi americane catturate dai combattenti nordvietnamiti.
I maggiori successi dei servizi nell'area asiatica si ottennero, ironia della sorte, in India, stato non alleato dell'URSS, a differenza di Corea del Nord e Vietnam. La permeabilità della democrazia indiana offrì numerose opportunità ai servizi segreti sovietici. Le infiltrazioni furono numerose: nelle ambasciate, nel controspionaggio, nei ministeri strategici. A livello “scoperto”, i buoni rapporti ufficiali tra Mosca e Nuova Delhi servirono all'URSS per controbilanciare la rottura con la Cina. Lo scopo primario delle operazioni del KGB in India era di alimentare la relazione privilegiata tra i due paesi, nonché rafforzare la diffidenza indiana verso gli Stati Uniti. Ma avevano anche uno scopo interno: propagandare ai propri connazionali l'idea che l'India avesse una grande stima dell'Unione Sovietica.
L'importanza della sede indiana del KGB emerse con evidenza se si considera che, dopo aver diretto la residenza di Nuova Delhi, Šebaršin divenne capo dell'FCD. Vjaceslav Trubnikov, anch'egli di stanza nella capitale indiana negli anni settanta, divenne poi capo dell'SVR, il servizio segreto post-sovietico. L'Afghanistan, come ogni Paese musulmano, era abbastanza refrattario all'ideologia socialista. Nelle stesse repubbliche sovietiche a maggioranza musulmana, la legge dello stato aveva meno valore della parola di Allah, e dei dettami degli ulema. L'invasione sovietica dell'Afghanistan minò la fiducia dei musulmani verso l'URSS. Mosca decise di invadere il paese asiatico per garantire la sopravvivenza del regime comunista. Il KGB ebbe, nell'invasione, un ruolo più importante rispetto a qualunque altro conflitto precedente: i servizi, infatti, furono incaricati dell'omicidio del presidente in carica, Hafizullah Amin.

### Vicino Oriente
L'Unione Sovietica poteva considerarsi una potenza mediorientale, in quanto confinava con alcuni importanti Stati della regione (tra cui l'Iran). Mosca era comunque convinta che, nei Paesi musulmani, il socialismo non avrebbe attecchito. Il regime dello Yemen del Sud si professava una repubblica popolare, il potere era in realtà esercitato da clan in perenne lotta tra di loro. Durante la Guerra fredda, in segreto, il KGB mantenne legami e finanziò la maggior parte dei partiti comunisti mediorientali. Per quanto riguarda le relazioni diplomatiche “ufficiali”, Mosca cercò un personaggio carismatico come Castro o Che Guevara.
Trovò un leader cui fare affidamento in Nasser, dal 1955 presidente dell'Egitto, una potenza “progressista” e il Paese più popoloso dell'area vicino-orientale. Nasser fu uno dei principali sostenitori del ruolo dell'URSS in Vicino Oriente. Da parte sua, Mosca catalizzò l'odio arabo per Israele verso gli Stati Uniti, da sempre l'alleato principale dello Stato ebraico con l'eccezione della guerra di Suez del 1956. Non a caso, fu durante la presidenza Nasser che, nel 1967, Mosca ruppe le relazioni diplomatiche con Israele.
Dopo la sua morte, nel 1970, Mosca cercò vanamente un alleato arabo che lo sostituisse. Il successore del leader egiziano, Sadat, non continuò la politica di Nasser: espulse tutti i consiglieri russi e decise di allacciare rapporti con gli Stati Uniti e di avviare trattative di pace con Israele. Fu tramite un'informativa dei servizi segreti che Mosca scoprì l'esistenza di contatti segreti tra l'Egitto di Sadat e l'amministrazione di Nixon. La rivelazione creò un serio allarme presso il Politburo. Mosca allora spostò la sua attenzione verso i Paesi più riluttanti ad un accordo tra Egitto e Israele: Siria e Iraq. A metà degli anni settanta, l'Iraq di Saddam Hussein divenne il Paese arabo percettore dei maggiori aiuti economici dall'Unione sovietica.
Negli anni settanta il KGB rifornì segretamente di armi il Fronte marxista-leninista popolare per la liberazione della Palestina (FPLP). Il segreto fu mantenuto a lungo. I terroristi riuscirono a nascondere i loro rapporti con l'URSS. Mosca, pur assoldandoli, non trattò direttamente con Ilich Ramírez Sánchez (meglio conosciuto come «Carlos lo sciacallo») e Sabri al Banna (alias «Abu Nidal), preferendo affidarli alla Germania dell'Est, che negli anni settanta divenne una seconda patria per i terroristi. A metà degli anni ottanta, Mosca scaricò entrambi; tutti i loro distaccamenti nell'Est europeo furono chiusi.
Dall'archivio Mitrochin i rapporti con l'OLP appaiono caratterizzati da un atteggiamento ambivalente. Mosca fu una delle principali sostenitrici del riconoscimento dell'OLP come legale rappresentante degli arabi palestinesi. Inoltre offrì, segretamente, corsi di addestramento a guerriglieri dell'OLP. Ma Yasser Arafat non riuscì mai a conquistare la fiducia né del Cremlino né del KGB. Quando le forze dell'OLP in Libano furono sconfitte durante l'invasione israeliana del 1982, l'URSS non offrì alcun supporto.
Mosca spiava le iniziative diplomatiche dei Paesi mediorientali soprattutto grazie alla decrittazione dei codici cifrati con cui venivano segretate le comunicazioni. I codici cifrati dei paesi mediorientali erano tra i più vulnerabili. Il KGB ottenne, nell'area, notevoli successi. I servizi segreti di Mosca avevano propri agenti in tutte le ambasciate di Mosca nel Medio Oriente. Gli agenti reperivano informazioni cifrate, che poi i tecnici provvedevano a decrittare. Gli archivi esaminati da Mitrochin rivelano che, negli anni ottanta, vi erano nell'ambasciata di Mosca in Siria (il principale alleato sovietico in Medio Oriente) non meno di 34 tra agenti e contatti confidenziali del KGB.

### Altre operazioni portate a termine
L'elenco delle operazioni portate a termine dai servizi segreti sovietici include anche le seguenti:
- Tentativi di incitare l'odio razziale negli Stati Uniti d'America scrivendo lettere sobillatorie ai gruppi militanti[non chiaro].[3]
- Intercettazioni delle comunicazioni delle basi dell'agenzia di spionaggio per l'estero del Regno Unito nel Medio Oriente.[4]
- Intercettazioni delle telefonate di Henry Kissinger nel periodo in cui ricopriva il ruolo di Segretario di Stato degli Stati Uniti.[5]
- Ricezione di documenti da aziende appaltatrici del Dipartimento della Difesa degli Stati Uniti tra cui Boeing, Fairchild Aircraft, General Dynamics, IBM e Lockheed Corporation, che diedero importanti informazioni ai sovietici riguardo ai missili Trident, i missili balistici Peacekeeper e i missili da crociera Tomahawk.[6]

### Altre operazioni rimaste sulla carta
Gli appunti descrivono la pianificazione di operazioni di sabotaggio su larga scala, rimaste poi solo sulla carta, aventi come obiettivo importanti infrastrutture negli Stati Uniti, in Canada ed in Europa, da attuarsi in caso di avvento di conflitti. Queste informazioni sono state confermate da disertori del GRU, da Victor Suvorov e Stanislav Lunev. Queste operazioni comprenderebbero:
- sabotaggio della diga Hungry Horse Dam in Montana.[9]
- distruzione del Porto di New York (obiettivo GRANIT); i punti più vulnerabili erano evidenziati con precisione su alcune mappe.[9]
- depositi di armi e munizioni, in alcuni casi protetti da trappole esplosive, furono nascosti in diverse nazioni per supportare atti terroristici pianificati; uno di questi depositi, indicato da Mitrochin, è stato trovato dalle autorità svizzere nei boschi presso Friburgo e alcuni altri sono stati individuati e smantellati con successo.[10]
- manomissione delle fonti energetiche per lo stato di New York per mano di squadre del KGB.[9]
- piano "estremamente dettagliato" per la distruzione di "raffinerie di petrolio, oleodotti e gasdotti canadesi, dalla Columbia Britannica a Montréal" (operazione CEDAR), un piano la cui preparazione durò 12 anni.[11]

## Spie rivelate
La pubblicazione dei documenti riservati copiati dall'archivista contempla anche la diffusione pubblica dell'identità di importanti spie sovietiche:
- Melita Norwood (nome in codice Hola), un'inserviente civile britannica che ebbe accesso ai segreti nucleari inglesi durante il suo trentennale lavoro presso l'«Associazione britannica di ricerca sui metalli non ferrosi» (British Non-Ferrous Metals Research Association).[12]
- John Symonds (nome in codice Skot),[13] un ex detective di Scotland Yard.
- Raymond Fletcher (nome in codice Peter), un ex giornalista e, successivamente, parlamentare britannico; avrebbe lavorato anche per la CIA.[14]
- Matt Stancatovic (nome in codice Rex). Esperto informatico, ebbe il compito di monitorare in Italia le ambasciate e prelevare dati sensibili. Di lui si sono perse le tracce nel 2010.
- Iosif Grigulevič, un assassino dell'NKVD che, sotto la falsa identità di Teodoro B. Castro, lavorò come ambasciatore della Costa Rica per l'Italia e la Jugoslavia (1952-1954); il suo compito era quello di assassinare il leader jugoslavo Tito, ma il piano fu sospeso per la morte di Stalin.
- Laura Araujo Aguilar (nome in codice Luiza): messicana, moglie di Josif Grigulevič e anch'ella spia sovietica.[15]
- Robert Lipka, un ex impiegato della NSA statunitense.[16]

## Dubbi e conferme sull'autenticità dei documenti
Molti storici si sono posti il problema della credibilità dei documenti di Mitrochin, considerando anche che non è possibile verificarne l'autenticità in Unione Sovietica. L'American Historical Review (vol. 106, n. 2, aprile 2001) scrive:
Secondo alcuni critici, il rapporto conterebbe sia informazioni veritiere, ma già note da tempo negli ambienti dei servizi all'epoca in cui vennero diffuse (del resto molte informazioni erano relative a fatti avvenuti decenni prima partendo il dossier dal 1917), che Mitrochin potrebbe quindi aver raccolto da più fonti e non necessariamente trascritto dagli archivi del KGB, sia informazioni completamente non verificabili che potrebbero essere false. In realtà le conclusioni a cui giunge la Commissione di Intelligence e Sicurezza del parlamento britannico sono di parere diametralmente opposto, indicando come Vasilij Mitrochin sia la più informata fonte sovietica che l'Occidente abbia mai trovato. Dello stesso parere è anche l'FBI, che considera il materiale Mitrochin come il più grande successo in materia di contro-intelligence del dopoguerra. Infine, tutte le stazioni radio e le basi del KGB in Italia (Mitrokhin non era mai stato in Italia) vennero ritrovate esattamente dove indicate dal dossier.

## Documenti dell'Archivio Mitrochin pubblicati
- (EN) Christopher Andrew e Vasili Mitrokhin, The Mitrokhin Archive. The KGB in Europe and the West, Allen Lane, 1999, ISBN 0-7139-9358-8. Traduzione italiana  L'Archivio Mitrokhin. Le attività segrete del KGB in Occidente, Milano, Rizzoli, 1999. I documenti appaiono nell'Appendice.
- (EN) Christopher Andrew e Vasili Mitrokhin, The Mitrokhin Archive II. The KGB and the World, Allen Lane, 1999, ISBN 0-7139-9359-6. Traduzione italiana  L'Archivio Mitrokhin. Una storia globale della guerra fredda, Milano, Rizzoli, 2005.